# KD2A
KD2A (« Carrément Déconseillé Aux Adultes ») est une émission de télévision française pour la jeunesse diffusée sur France 2 du 3 septembre 2001 au 2 septembre 2009. Destinée à remplacer La Planète de Donkey Kong, diffusée pendant les cinq saisons précédentes, elle s'adresse elle aussi à un public adolescent, en diffusant principalement des séries. L'émission est d'abord incarnée par les personnages d'André, Ben, Julie et Samia, quatre jeunes adultes dont la vie est racontée dans des pastilles diffusées entre les séries. Elle est ensuite animée par Jérémy Ganneval, puis par Yoann Sover.
L'émission connaît deux déclinaisons, diffusées de 2001 à 2006, mais dans des cases plus matinales (entre 6h et 9h) : CD2A (« Chut ! Déconseillé aux Adultes ») et TD2A (« Terriblement Déconseillé Aux Adultes »). La programmation propose davantage de dessins animés.

## Histoire de l'émission

### DeDKTVàKD2A
KD2A, pour « Carrément Déconseillé Aux Adultes », est lancée sur France 2 à la rentrée 2001, par la directrice de l’unité jeunesse de France 2, Sophie Gigon. Dans un souci d’harmonisation des publics au sein du groupe France Télévision, l’émission s’adresse en priorité aux adolescents de 11 à 18 ans, là où France 5 vise les tout-petits (avec Les Zouzous) et France 3 vise les 4-10 ans (avec MNK, Bunny et tous ses amis ou F3X). Pour autant, ce public adolescent était déjà la cible de précédentes émissions pour la jeunesse de la chaîne, que ce soit Giga dix ans plus tôt, ou La Planète de Donkey Kong, dont KD2A prend la suite.
De fait, des séries comme Sister, Sister ou Sabrina, l’apprentie sorcière, programmes emblématiques de La Planète de Donkey Kong, se poursuivent dans KD2A. L’émission est également lancée avec des séries inédites : S.T.A.R.S., Totalement jumelles, Juste entre nous,  Et alors ? ou encore La Guerre des Stevens. La programmation privilégie les séries plutôt que les dessins animés, à de rares exceptions près (comme Wombat city).
La principale nouveauté du format réside dans son "habillage totalement inédit et novateur pour l'époque", en effet il s'agit de mini fictions imaginées et produites par Les Télécréateurs. Alors que La Planète de Donkey Kong était présentée par des animateurs virtuels, KD2A est un programme incarné par quatre personnages interprétés par quatre jeunes comédiens : André (Aurélien Jegou), Samia (Blandine Bury), Ben (Thomas Salsmann) et Julie (Manon Jomain). Ceux-ci interviennent dans de courtes saynètes diffusées entre les séries (sans les présenter), dans lesquelles ils se filment avec une caméra DV dans leur vie de tous les jours, comme une espèce de docu-réalité, on peut dire que ce format est "l'ancêtre des selfies actuels" mais avec une caméra DV.  Chacun d’entre eux a des caractéristiques dans lesquelles les téléspectateurs peuvent plus facilement s’identifier.
Initialement, KD2A est diffusée dans les mêmes cases que La Planète de Donkey Kong : le mercredi de 9h30 à 11h et le samedi de 9h à 11h30. Pendant les vacances scolaires et les jours fériés, la programmation est étendue à tous les matins en semaine.
Deux déclinaisons sont lancées en même temps :
- CD2A (Chut ! Déconseillé Aux Adultes) le week-end de 6h15 à 7h
- TD2A (Terriblement Déconseillé Aux Adultes) le samedi de 7h45 à 9h.

La programmation comporte davantage de dessins animés et de rediffusions. L’animation est assurée, sous forme de sketchs, par Marguerite et Thomas, petits frère et sœur des personnages de KD2A. Ces deux émissions prennent place, elles aussi, dans des cases déjà dévolues aux programmes jeunesse (respectivement Petitsmatins.cool et Diddy.cool).

### Premières saisons
À son lancement, KD2A privilégie nettement la diffusion de séries américaines : elles représentent 80 % des séries jeunesse diffusées par France 2, au premier rang desquelles Sabrina, l’apprentie sorcière. Les séries proposées tournent généralement autour des années collège, sans violence. Aux séries déjà citées s’ajoutent progressivement, au cours de la deuxième saison, Lizzie McGuire, Quartier Libre, Tous les pois sont rouges, Degrassi : Nouvelle génération ou encore Guenièvre Jones, qui permet d’élargir les histoires proposées au fantastique.
Les dessins animés représentent un quart du volume horaire diffusé, essentiellement dans les cases CD2A et TD2A. La programmation est largement dominée par les productions ou coproductions françaises, notamment Redwall ou Xcalibur.
Début 2002, le magazine 1er rendez-vous s’ajoute à la programmation hebdomadaire, avant la diffusion de documentaires avec et pour des adolescents, pendant les vacances d’été.
En 2002, France 2 dépense près de 9 millions d’euros dans la coproduction d’œuvres pour la jeunesse. Il faut cependant noter que, en 2001 et 2002, KD2A n’est pas la seule case destinée à la jeunesse dans la grille de France 2 : des séries pour les adolescents et la famille sont également diffusées en fin d’après-midi, à l’heure de la sortie des cours. C’est dans ces cases-là que sont programmées deux séries françaises coproduites par France 2 : Le Groupe, diffusé entre août 2001 et avril 2002, puis Âge sensible, entre septembre et octobre 2002. À cet horaire sont également diffusées des séries de KD2A, comme Parents à tout prix ou Sabrina l’apprentie sorcière. Faute d’audience, cette case disparaît fin 2002.
En 2003, la chaîne réduit donc son offre de programmes jeunesse (le volume horaire sur toute l’année est en baisse de 105 heures par rapport à l’année 2002, ce qui représente près d’un cinquième de l’offre), mais en renforçant KD2A et ses déclinaisons.

### Développement de l'émission (2003 - 2006)
Au printemps 2003, France 2 effectue des tests auprès de son public : KD2A invite ses téléspectateurs à choisir de nouveaux programmes pour la rentrée suivante. La chaîne se montre satisfaite des audiences de l’émission (qui atteint près de 30 % de parts de marché pendant l’été) et en conséquence, l’unité jeunesse de la chaîne voit son budget relevé à 18,4 millions d’euros pour la saison 2003/2004.
La troisième rentrée de l’émission, en septembre 2003, est marquée par un changement important dans la forme : KD2A se voit désormais dotée d’un animateur, de façon plus classique. C’est Jérémy Ganneval, transfuge de Canal J, qui est choisi pour lancer les programmes et les pages de publicité, tandis que les pastilles autour de la vie de Samia, Julie, André et Ben continuent d’être diffusées de façon indépendante entre les séries.
La rentrée s’accompagne également du lancement de la sitcom Ce que j’aime chez toi, présentée lors du printemps. Elle s’ajoute aux séries déjà diffusées, toujours très majoritairement américaines : 80 % des séries diffusées sont américaines, contre seulement cinq séries européennes (la série allemande Ma vie à moi s’étant ajoutée à la programmation depuis le printemps 2003), mais aucune série française. C’est justement là l’ambition affichée par Sophie Gigon, directrice de l’unité jeunesse de France 2 : développer la production de ses propres séries. Trois séries sont ainsi mises en chantier en 2003 : tout d’abord Vice versa et C’est comme ça, lancées en mars 2004, puis Une fille d’enfer pour la rentrée 2004, auxquelles on peut ajouter la shortcom Samantha Oups !.
L’autre objectif de l'émission est d’aider les adolescents téléspectateurs à développer leur regard sur le monde et sur les autres : de nouveaux documentaires « ambitieux » sont présentés pendant l’été 2003 et l’émission s’implique lors des manifestations comme la journée internationale des droits de l’enfant ou la journée mondiale de lutte contre le sida.
Par ailleurs, un tiers de la programmation des différentes émissions reste consacrée à l’animation (de production ou coproduction française dans 80 % des cas), mais celle-ci est toujours concentrée dans les cases plus matinales CD2A et TD2A.
Lors de la rentrée 2004, Jérémy Ganneval est remplacé par Yoann Sover.

### 2006: tous les programmes sous la même bannière
(avril 2023).
La saison 6 est lancée le 4 septembre 2006. Elle est marquée par plusieurs changements majeurs. Tout d’abord, tous les programmes jeunesse sont réunis sous la seule marque KD2A, marquant donc la fin des déclinaisons CD2A et TD2A. Pour l’occasion, le logo de l’émission est modifié et le plateau de Yoann Sover est agrandi. Celui-ci devient d’ailleurs la seule incarnation du programme. Les saynètes autour des personnages « historiques » ne sont plus diffusées entre les programmes mais regroupées dans la série Samia, Julie, André, Ben et les autres… et dans quelques épisodes événementiels programmés au cours de la saison.
Avec l'allongement de Télématin (la matinale se termine alors à 8 h 45), KD2A voit son horaire du mercredi se réduire légèrement, de 9 h 40 à 10 h 40. et le samedi de 6 h 10 à 7 h et de 7 h 45 à 11 h 15. La saison 6 est diffusée du 4 septembre 2006 au 25 juin 2007.
À partir de la saison 7, (2007-2008)  l'émission n'est plus incarnée que par une voix off.
En septembre 2008, au lancement de la saison 8, l'émission Télématin s'ajoute à la grille le samedi de 7 h 0 à 8 h 45. KD2A est programmée de 9 h 40 à 11 h 45. Alors que depuis le début, le groupe Le Chantier était chargé de la musique dans le programme, c'est le groupe SONK7 qui est chargé de la musique lors de la dernière saison.
L'émission disparaît en catimini à la fin de l'été 2009, le 29 juin 2009 à la suite de l'audience qui avait chuté depuis la nouvelle formule de l'émission en septembre 2007. 

### L’après-KD2A: la disparition progressive des programmes pour la jeunesse sur France 2
À la rentrée 2009, malgré la disparition de KD2A, France 2 poursuit la diffusion de certaines séries de l’émission, dans les mêmes cases horaires, à l’exception du mercredi matin, que la chaîne octroie à C’est au programme (déjà diffusé les autres jours de la semaine). La programmation sans l’étiquette d’une émission pour la jeunesse confirme la volonté de la chaîne d’élargir le public à toute la famille, notamment pour la deuxième saison de la série Chante !, à partir d’octobre 2009.
La case du samedi matin est à son tour supprimée le 12 décembre 2009, pour étendre la diffusion des jeux Motus et Les Z’amours du lundi au samedi. La semaine suivante, pour les vacances de Noël, France Télévisions lance Ludo, dans le but d’harmoniser l’offre de programmes jeunesse du groupe sous un même nom. Ludo est diffusé sur France 5 (pour les enfants en âge préscolaire), sur France 3 (pour les 6-12 ans) et sur France 4 (pour les enfants de 6 à 12 ans et les adolescents, avec des séries précédemment diffusées dans KD2A), mais pas sur France 2. 
Ainsi, en 2010, l’offre jeunesse de France 2 se limite à deux cases peu exposées : le samedi matin de 5h45 à 6h30 et le dimanche de 6h à 7h ; des programmes supplémentaires restent diffusés pendant les vacances scolaires. Alors que la chaîne avait diffusé 420h28 de programmes destinés à la jeunesse en 2008, il n’y en avait plus que 302h36 en 2009 et seulement 192 heures en 2010.
Les cases des vacances se limitent progressivement exclusivement à trois séries françaises lancées à la fin de KD2A : Chante ! et les séries d’été Foudre et Cœur Océan. Pour cette dernière, la production est poussée par la chaîne à élargir la tranche d’âge visée aux 15-35 ans, voire plus généralement aux ménagères de moins de cinquante ans. Ce choix est d’abord payant pour France 2 : à l’été 2010, la saison 4 de Cœur Océan attire jusqu’à 13,5 % de parts de marché et plus de 30 % sur les 15/24 ans.
Néanmoins, les audiences connaissent une baisse dès la saison suivante et, début 2012, France 2 décide finalement d’annuler, en même temps, les trois dernières séries issues de KD2A, considérant qu’elles s’adressaient aux adolescents, un public qui s’est détourné vers la TNT.
Pendant l’été 2012, la case du matin est occupée par deux nouvelles séries lancées par l’unité des fictions en journée (Talons aiguilles et bottes de paille et Lignes de vie), destinées à un public plus adulte et plus féminin, qui ne restent à l’antenne qu’une saison, faute d’audience.
Il faut attendre le confinement lié à la pandémie de Covid-19 et La Maison Lumni, pour que France 2 diffuse de nouveau une émission pour la jeunesse, dans la même case du matin, entre mars et août 2020.